# Milltown (Dublin)
Pour les articles homonymes, voir Milltown.
Milltown (en irlandais : Baile an Mhuilinn) est un quartier de la ville de Dublin en Irlande situé dans les quartiers sud de la ville et dans la section postale de Dublin 6.
Le village d’origine a reçu son nom au XVIIIe siècle ou au XIXe siècle en référence au moulin qui se trouvait sur la rivière Poddle.
Milltown possède sur son territoire la seule mosquée d'Irlande, le Ahlul Bayt Islamic Centre.

## Transport
Le quartier est marqué par la présence d'un vieux pont ferroviaire datant du XIXe siècle et qui permettait le passage de la « Harcourt Street railway line » qui allait de Harcourt Street à Bray. Ce pont, surnommé le « pont aux neuf arches » a été rouvert en 2004 pour permettre le passage du Luas le nouveau tramway de Dublin. La gare de Milltown a été ouverte de 1860 à 1959.

## Sport
Le quartier est toujours associé au club de football des Shamrock Rovers Football Club même si celui-ci n’y joue plus.  L’ancien stade de football de Glenmalure Park a accueilli les Shamrocks entre 1920 et 1987.
Le Milltown Golf Club a célèbre son centenaire en 2007. 

## Personnalités
- Kathleen Fox (1880-1963), peintre, émailleuse et vitrailliste, est décédée à Millton.